# ロッテンドルフ
ロッテンドルフ (ドイツ語: Rottendorf) はドイツ連邦共和国バイエルン州ウンターフランケン地方のヴュルツブルク郡の町村（以下、本項では便宜上「町」と記述する）で、ヴュルツブルクに隣接する。

## 地理
ロッテンドルフはヴュルツブルク地方に位置する。

### 自治体の構成
この町は、公式には3つの地区 (Ort) からなる。
- ロートホーフ
- ロッテンドルフ

## 歴史
ロッテンドルフはヴュルツブルク司教領の一部として1803年にまずバイエルン大公領に世俗化された。その後プレスブルクの和約（1805年）に基づいてトスカーナ大公フェルディナンド3世によって創設されたヴュルツブルク大公国領に移されたが、1814年に最終的にバイエルン王国領となった。

### 人口推移
- 1970年 3,935人
- 1987年 4,286人
- 2000年 5,757人

## 行政

### 議会
ロッテンドルフの議会は、町長含めて21議席からなる。

### 首長
この町の町長はローラント・シュミット (CSU) である

### 紋章
上下二分割。上部は赤地に銀の鋸歯図形。下部は青地に金の逆V字。赤地に3回反復の銀の鋸歯模様（フレンキシャー・レーヒェン）と色はヴュルツブルク司教を象徴している。青地に逆V字模様はハウク修道院の紋章から採られた。この紋章はロッテンドルフの画家でグラフィックデザイナーのオッシ・クラプフがデザインしたもので、1962年2月15日にバイエルン州内務省から認可された。

### 姉妹都市
- トロアーン（フランス語版、英語版）（フランス、カルヴァドス県）1987年

## 文化と見所

### 音楽
- ムジークカペレ・ロッテンドルフ e.V. のシンフォニック・ブラスオーケストラ

## 経済と社会資本

### 交通
ロッテンドルフには、鉄道 ニュルンベルク - ヴュルツブルク線および ヴュルツブルク - バンベルク線の駅がある。ニュルンベルクへの路線は1時間毎にレギオナルエクスプレスが、バンベルクへの路線は1時間毎にレギオナルバーンの列車が発着する。

### 地元企業
- S.Oliver 本社（衣類、繊維雑貨）
- Edeka 北バイエルン・ザクセン・テューリンゲン本社（スーパーマーケット）
- Frankonia 本社（狩猟・スポーツ用品）

### 教育
- 基礎課程学校
- 歌唱・音楽学校

## 引用
1. ↑  https://www.statistikdaten.bayern.de/genesis/online?operation=result&code=12411-003r&leerzeilen=false&language=de Genesis-Online-Datenbank des Bayerischen Landesamtes für Statistik Tabelle 12411-003r Fortschreibung des Bevölkerungsstandes: Gemeinden, Stichtag (Einwohnerzahlen auf Grundlage des Zensus 2011)
2. ↑  Bayerische Landesbibliothek Online